# Brachythecium olympicum
Brachythecium olympicum är en bladmossart som beskrevs av Juratzka in Unger och Karl Theodor Kotschy 1865. Brachythecium olympicum ingår i släktet gräsmossor, och familjen Brachytheciaceae. Inga underarter finns listade i Catalogue of Life.